# Läskelä aktiebolag
Läskelä aktiebolag var en finländskt trävaruföretag i Harlu socken, Karelen.
Företaget ägde i Läskelä såg, träsliperi och pappersbruk, och i Leppäkoski fabriker omfattande träsliperi, sulfitcellulosafabrik och pappersbruk. Bolaget ägde också sammanlagt 100 000 hektar mark. I början av 1930-talet hade man över 600 anställda.
Efter andra världskriget hamnade fabriken i Sovjetunionen.